# Giuseppe Impastato

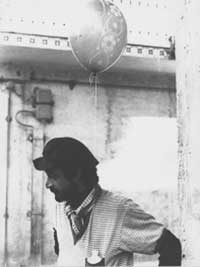
Giuseppe Impastato

Giuseppe „Peppino“ Impastato (* 5. Januar 1948 in Cinisi, Provinz Palermo; † 8./9. Mai 1978 ebenda) war ein sizilianischer Politiker und Anti-Mafia-Kämpfer. Während des Wahlkampfes zu den sizilianischen Kommunalwahlen 1978 wurde er von der Mafia durch ein Bombenattentat ermordet.

## Leben
Giuseppe Impastatos Vater Luigi Impastato war Mitglied der Mafia und wurde während des Zweiten Weltkriegs verbannt. Seine Verwandten waren zum größten Teil Mitglieder der Mafia und der Schwager seines Vaters, Cesare Manzella, war der Mafiaboss in der Region. Impastato erlebte hautnah den ersten Mafiakrieg, der auch Manzella das Leben kostete. In seiner Jugend wurde Impastato nach einem Streit mit seinem Vater von diesem aus dem Haus geworfen. Daraufhin begann er seine Aktivitäten gegen die Mafia.
1965 gründete er die Zeitung L’idea socialista (Die sozialistische Idee) und trat der Partito Socialista Italiano d’Unità Proletaria (Italienische Sozialistische Partei der proletarischen Einheit) bei. Ab 1968 schloss er sich der Nuova Sinistra (Neue Linke) an und organisierte den Protest der Bauern, die für den Ausbau des palermitanischen Flughafens enteignet wurden. Außerdem unterstützte er die Proteste von Bauarbeitern und Arbeitslosen. 1975 gründete er die Gruppe Musica e cultura, die öffentliche kulturelle Veranstaltungen organisierte. 1976 gründete er den selbstfinanzierten freien Radiosender Radio Aut. Mithilfe des Senders wurden die Geschäfte und Verbrechen der regionalen Mafia und vor allem des Mafiabosses Gaetano Badalamenti öffentlich angeprangert.
Durch die Sendung „Onda pazza“ (Die verrückte Welle), die sich auf satirische Art über die Mafia und mafiose Lokalpolitiker lustig machte, wurde Giuseppe Impastato bei der Mafia immer unbeliebter. In der Zwischenzeit war sein Vater unter ungeklärten Umständen bei einem Autounfall ums Leben gekommen. Während er 1978 bei den Kommunalwahlen für die Liste der Democrazia Proletaria kandidierte, wurde seine Ermordung vorbereitet. In der Nacht von 8. zum 9. Mai wurde er durch einen Sprengstoffanschlag getötet. Impastato wurde während des Wartens an einem Bahnübergang aus dem Wagen gezerrt, mit einem Stein erschlagen und an die Schienen gefesselt. Anschließend deponierte man einen Sprengsatz neben ihm und zündete diesen fern.

## Der Fall Giuseppe Impastato
Kurz nach seiner Ermordung gingen die Polizei und die Justiz von einem geplanten Terroranschlag aus, bei dem der Attentäter sich selbst getötet hätte. Wenig später wurde ein Brief veröffentlicht, der die Tatsache bekräftigen sollte, dass es sich bei der Explosion um einen Selbstmord handelte. Durch die Beharrlichkeit seiner Mutter Felicia Bartolotta Impastato, seines Bruders Giovanni Impastato, seiner ehemaligen Weggefährten und des sizilianischen Dokumentationszentrums (Centro siciliano di documentazione) fiel der Mordverdacht schließlich auf die Mafia. Es wurden unzählige Anzeigen erstattet und Dokumente gesammelt, die dazu eine Fortführung der gerichtlichen Untersuchung bewirkten.
Im Juli 1983 wurde von Antonino Caponnetto ein Urteil gefällt, das die Verwicklung der Mafia in diesen Mord bestätigte. 1986 veröffentlichte Impastatos Mutter das Buch „La mafia in casa mia“ („Die Mafia in meinem Haus“) und das Dossier „Notissimi ignoti“ („Wohlbekannte Unbekannte“), in dem sie den Mafiaboss Gaetano Badalamenti als Auftraggeber benennt. Im Januar 1988 wurde vom Palermitaner Gerichtshof eine Anzeige gegen Badalamenti erlassen, die aber nicht verfolgt werden konnte, da er sich schon wegen einer 45-jährigen Haftstrafe in einem amerikanischen Gefängnis befand.
Im Mai 1992 sollte der Fall auf Bemühen des Palermitaner Gerichtshofs geschlossen werden, da die Verantwortlichen nicht mehr zu identifizieren seien. Im Mai 1994 wurde vom Centro Impastato ein Antrag zu Wiederaufnahme des Verfahrens vorgelegt. Außerdem wurde eine Volkspetition vorgelegt und ein Ersuchen um Vernehmung des Mafia-Aussteigers Salvatore Palazzolo. Im März 1996 wurde eine erneute Untersuchung der Umstände des Falls von der Mutter und dem Bruder Impastatos sowie dem Centro Impastato in die Wege geleitet. Im Juli 1996 wurden die Ermittlungen, aufgrund der Aussage von Palazzolo, die Gaetano Badalamenti und Vito Palazzolo stark belastet, wieder aufgenommen. Im November 1997 wurde in Italien ein Haftbefehl gegen Badalamenti ausgestellt.
Am 10. März 1999 wurde die Vorverhandlung gegen Vito Palazzolo eröffnet, Badalamenti dagegen lehnte eine Vorverhandlung ab. Am 26. Januar 2000 beantragte Palazzolo Prozessverkürzung. Der Prozess gegen Palazzolo begann am 4. Mai 2000, der gegen Badalamenti am 21. September 2000. Am 5. März 2001 wurde Vito Palazzolo schuldig gesprochen und zu 30 Jahren Haft verurteilt. Badalamenti wurde am 11. April 2002 vom Schwurgericht zu lebenslanger Haft verurteilt.

## Nachleben
- 1980 wird das Centro siciliano di documentazione in Centro Impastato umbenannt.
- 2000 wird der Film „100 Schritte“ (ital. „i Cento Passi“) fertiggestellt, der die Geschichte von Giuseppe Impastato (gespielt von Luigi Lo Cascio) nachzeichnet.
- 2003 veröffentlicht Pippo Pollina (vor seiner Karriere als Musiker als Journalist gegen die Mafia aktiv) den Song Centopassi.
- 2004 nimmt das Lied I cento passi von den Modena City Ramblers (Album ¡Viva la vida, muera la muerte!) Bezug auf Giuseppe Impastato, indem es sein Leben nacherzählt, sich gegen die Cosa Nostra ausspricht und mehr Mut gegen Mafia einfordert.
- Die italienische Ska-Punk-Band Talco verarbeitete das Leben und Wirken des Giuseppe Impastato mehrmals in ihren Liedern. Sowohl der Song Radio Aut aus dem 2008 veröffentlichten Album Mazel Tov als auch das gesamte Konzeptalbum La Cretina Commedia wurden Impastato gewidmet.
- Die Stimme von Impastato (La voce di Impastato), 2013, Regisseur Ivan Vadori, http://lavocedimpastato.wordpress.com/